# Meksički muralizam
Meksički muralizam je umjetnički pokret u Meksiku od 1920-ih do 1960-ih, koji je izlučio najvažniju generaciju meksičkih umjetnika i utjecao na zidno slikarstvo u svijetu. Povijesno se ističe svojim političkom angažiranošću, uglavnom marksizmom, ali i socijalnim temama, te kombinacijom narodne meksičke slikarske tradicije s modernim europskim stilovima.
Zajedno s Diegom Riverom, kojeg je upoznao u Parizu 1919. godine, David Alfaro Siqueiros je radio na inicijativi pod pokroviteljstvom meksičke vlade koja je povela borbu protiv nepismenosti i željela je obrazovati ljude kroz umjetnost na velikim javnim zidovima. Siquieros u svom Pozivu američkim umjetnicima, tiskanom 1921. u španjolskom časopisu Vida Americana, traži od umjetnika da obnove vezu s izvornom umjetnošću svojih zemalja te da prikazuju svakodnevne prizore života mjesnih ljudi.
Za najbolji način prijenosa informacija lako prepoznatljivim i shavtljivim prizorima je odabrano slikanje murala (zidnih slika) na zidovima javnih zgrada, dok je slikanje na platnu smatrano za "slikarstvo kulturne elite". Siqueiros je izjavio: "Ulice će biti naši muzeji".
Nakon atentata na generala Obregona i političkih promjena koje su uslijedile u Meksiku, nova vlada nije tolerirala dvosmislene političke poruke meksičkih muralista. Trojica velikih slikara (Rivera, Siquieros i Orozco) su morali napustiti državu. Za vrijeme Rooseveltovog New Deala u SAD-u (1933. – 40.) oni su slikali velike murale na zidovima u New Yorku, Detroitu i Kaliforniji, te su utjecali na mnoge umjetnike u SAD-u, ali i cijeloj Latinskoj Americi.

## Djela
Stilistički su meksički murali bili realistički prikazi sa simboličkim aluzijama, snažnog narativnog sadržaja i puni referenci ma suvremene umjentičke medije, poput filma, i pretkolumbovsku umjetničku tradiciju. U radu meksičkih muralista je bio očit utjecaj talijanskog freskoslikarstva s kojima su se izravno upoznali, ali i soc-realizma koji je tada paralelan, ali nikako identičan, umjetnički pravac u SSSR-u.
Pored tehnike freske (tempera na svježoj žbuci), muralisti su se iglavnom služili enkaustikom i akrilnim bojama.
Između 1923. i 1928. godine Rivera je radio na nizu golemih fresaka za Ministarstvo javnog obrazovanja na kojima je prikazao prizore iz života Meksikanaca. Bili su to prizori teđkog rada i kontrasta između bogatih i siromašnih, te prizori proslava i zabava. Poruke su bile artikulirane tako da su se mogle shvatiti na više razina i zato su se svidjele svim slojevima društva.
- Na muralu u Ministarstvu obrazovanja U Arsenalu, Rivera je u središte smjestio mladu Fridu Kahlo (1922.)
- Orozco, Izgarajući čovjek, Hospicij Cabañas, Guadalajara (Jalisco), Meksiko (1939.)
- Jorge González Camarena, Prisutnost Latinske Amerike, Likovna akademija, Concepción, Čile (1965.)
- Siqueiros, Marš čovječanstva na zemlji prema svemiru, multimedijski center Polyforum Cultural Siqueiros, Ciudad de Mexico (1971.)

## Znameniti umjetnici
| - Ramon Alva de la Canal - Raul Anguiano - Jean Charlot - Amado de la Cueva - Jorge González Camarena - Federico Cantú - Santiago Martínez Delgado - Juan O'Gorman - Pablo O'Higgins | - José Clemente Orozco - Roberto Montenegro - Jose Chavez Morado - Pedro Nel Gómez - Alfredo Ramos Martínez - Fermín Revueltas - Diego Rivera - David Alfaro Siqueiros - Rufino Tamayo |